# XOT
XOT (X.25 Over TCP) é um protocolo de rede desenvolvido pela Cisco Systems que possibilita o encapsulamento de pacotes X.25 através de conexões TCP/IP.

## Ligações Externas
RFC1613